# يوهان كريمر
يوهان كريمر (و. 1883 – 1965 م) هو طبيب عسكري، وطبيب، ومعذب ‏، وأستاذ جامعي، وجراح، وسياسي من الإمبراطورية الألمانية، وألمانيا النازية، وألمانيا الغربية، كان عضوًا في الحزب النازي، توفي في مونستر، عن عمر يناهز 82 عاماً.

## التعليم
تعلم في جامعة هايدلبرغ، وتعلم في جامعة ستراسبورغ، وتعلم في University of Strasbourg ‏
.